# Vlakglas

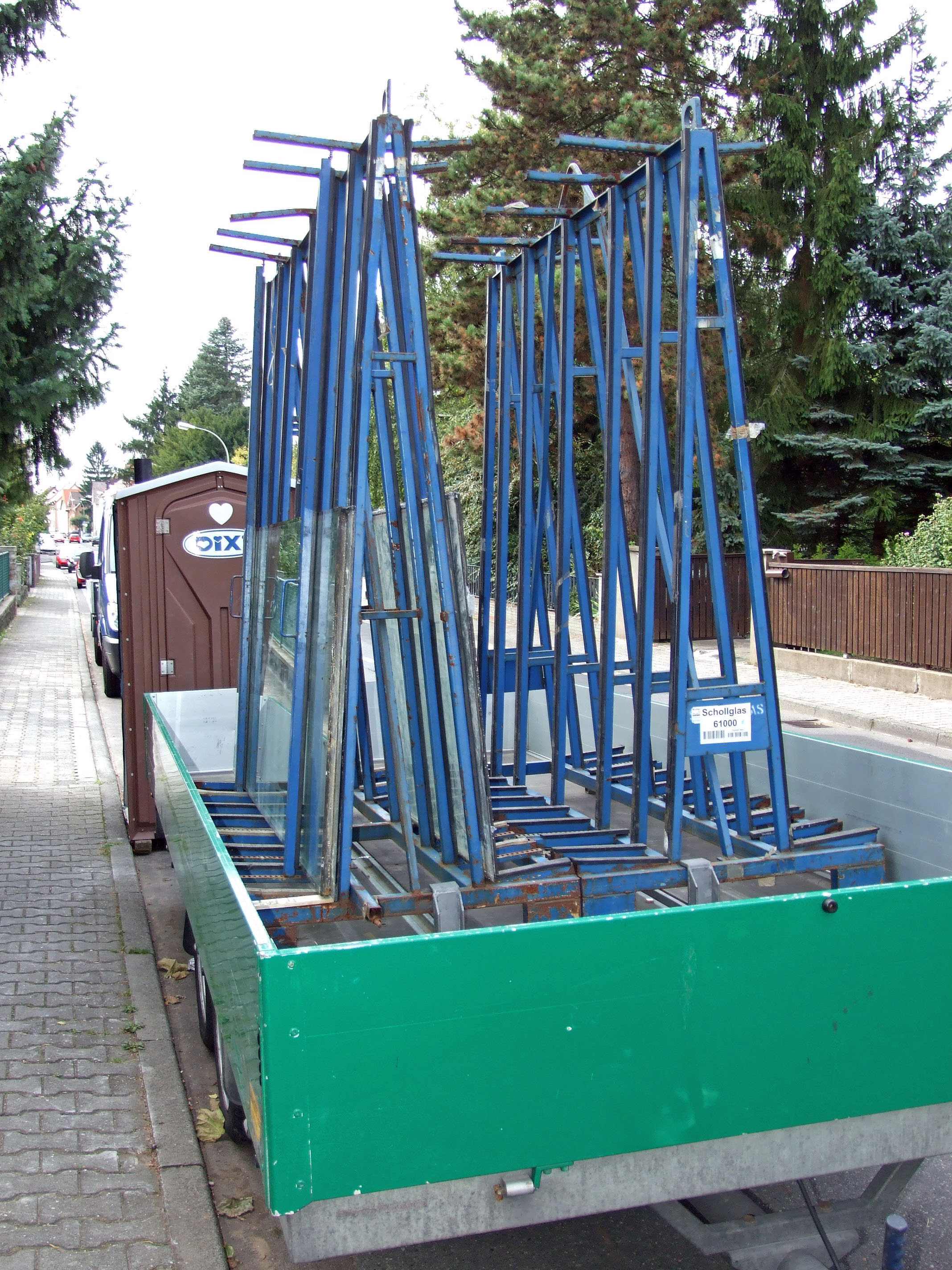
Transport van vlakglas op een glasbok.

Met vlakglas wordt glas bedoeld zoals dat gebruikt wordt in de bouw, in kozijnen, deuren en ramen en wordt ook vensterglas genoemd. Voor de warmte-isolatie wordt aan de buitenkant van een huis vaak dubbelglas gebruikt.

## Geschiedenis

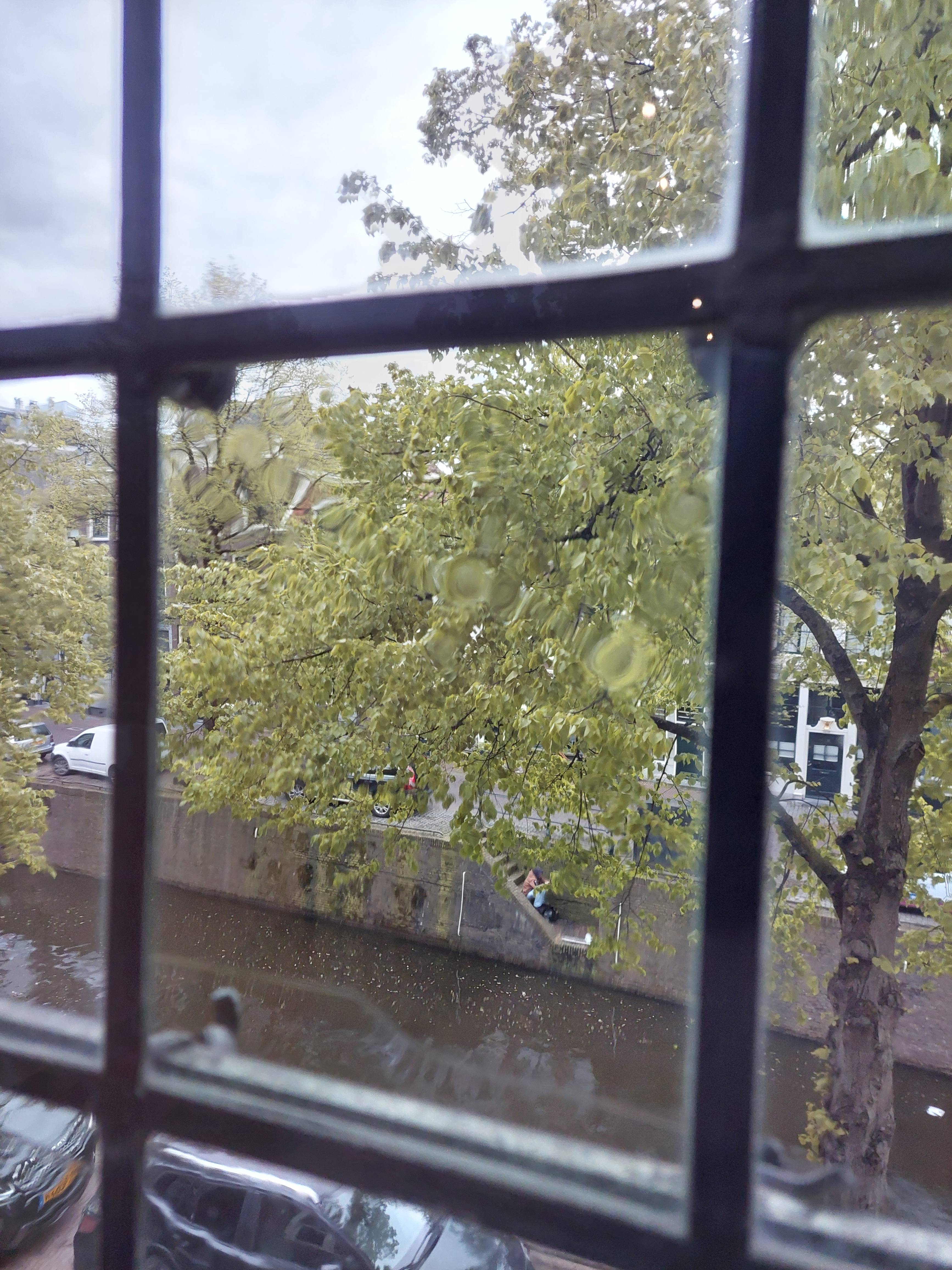
Oud vensterglas, museum Gouda, met vervormingen

In de eerste eeuw voor Chr. is de glasblaastechniek ontwikkeld en werden glazen gebruiksvoorwerpen, die daarvoor uiterst schaars waren, meer algemeen. De Romeinen maakten vlakglas door een gesmolten mengsel van zand en soda op een vlakke steen te gieten. Tot aan de vijftiende eeuw was het vooral Venetië waar glas vandaan kwam. In het begin van de vijftiende eeuw is er voor het eerst sprake van een glasoven in de Nederlanden, namelijk in Namen. In die tijd maakte men ruiten door met behulp van een blaaspijp een bol te blazen, deze open te snijden en vervolgens door snel ronddraaien tot een schijf te maken. Later blies men de bol uit tot een cilinder. Deze cilinders liet men afkoelen, ontdeed ze van hun dichte uiteinden en sneed ze in de lengte open. De cilinders werden in een oven verhit tot het glas zo week werd dat het op een vuurvaste plaat kon worden vlakgestreken.
De verschillende soorten vlakglas kregen een verschillende naam naargelang de manier waarop het was gemaakt. Zo waren er omstreeks 1900 cilinderglas, kroonglas en schijvenglas, maar glas wordt tegenwoordig op meestal een modernere manier gefabriceerd. 

### Getrokken glas
De Belg Émile Fourcault vond aan het begin van de twintigste eeuw het trekken van glas uit: het Fourcaultprocedé. De gesmolten glasmassa werd verticaal omhooggetrokken uit een bad van vloeibaar glas tot een hoogte waar het stolde op een gewenste dikte. Het proces was werkbaar maar niet volmaakt. Er kwamen in het glas vervormingen en onregelmatigheden voor, voornamelijk als gevolg van kleine verschillen in viscositeit als gevolg van chemische of temperatuur variaties. Het glas had vaak een nabewerking nodig, bijvoorbeeld polijsten, en dat werkte kostenverhogend. Ongeveer een vijfde van het geproduceerde glas kon niet worden verkocht omdat het niet perfect vlak, volledig uniform en vrij van vervorming of vervuiling was.

### Floatglas
Sinds omstreeks 1960 wordt vlakglas horizontaal vervaardigd volgens een door Alastair Pilkington in Engeland ontwikkelde float glass methode. Hij bedacht de methode in 1952 en startte in 1954 een proeffabriek met de productie waarbij, een breed glaslint over een bad van vloeibaar tin gevoerd. Het totale ontwikkelingsproces duurde zeven jaar en kostte Pilkington Brothers, het bedrijf waar Alistair Pilkington voor werkte, meer dan zeven miljoen pond sterling. Op 20 januari 1959 was de ontwikkelingsfase afgerond en werd het resultaat in de glaswereld bekendgemaakt. Omdat tin een grotere massadichtheid heeft dan glas, drijft het vloeibare glas uit de oven op het perfect vlakke tin. Wanneer het glas wordt gegoten, heeft het een temperatuur van meer dan 1100 °C, het smeltpunt van tin ligt rond de 232 °C. Wanneer het glas is afgekoeld tot ongeveer 600 °C is het voldoende vast om uit het tinbad te worden gehaald. De onderzijde hoeft niet te worden nabewerkt, die is spiegelglad. De bovenkant wordt glad gemaakt door een verhitter erboven. Daarna wordt het glas gecontroleerd afgekoeld en voor verdere productie in hanteerbare formaten gesneden. De resultaten waren zo goed, dat Pilkington Brothers licenties wereldwijd verkocht en alle andere vormen van vlakglasproductie uit de markt drukte.

### Opaakglas
Rond 1900 werd in de Verenigde Staten door de Marietta Manufacturing Company voor het eerst opaakglas (onder de merknaam 'Sani Onyx') ontwikkeld. Dit ondoorschijnend, gepolijst gemarmerd glas, ook wel marmerglas, marbriet of marmoriet genoemd, werd tijdens het Interbellum erg veel gebruikt in de vorm van tegels in wasserijen, toiletten, badkamers en keukens. Ook in de kunstwereld (art deco) en de bouwindustrie (Woolworth Building) vond het niet-poreuze materiaal gretig aftrek. Later werd hetzelfde procedé toegepast door de Penn-American Plate Company (in 1906 met de merknaam 'Carraraglas'), The Vitrolite Company (van 1908 tot 1935 met de merknaam 'vitroliet') en de Libbey-Owens-Ford Glass Company (1935 tot 1947). Telkens werd het glaslint uit een smeltbad met glas gegoten. Van 1922 tot 1979 werd in het Belgische Itter opaakglas onder de naam 'marbriet' vervaardigd door Arthur Brancart met zijn firma SA des Verreries de Fauquez als alternatief voor het duurdere keramiek of porselein.

### Gebogen glas
Gebogen glas, zoals gebruikt werd in etalageruiten, was in de mode vanaf eind 19e eeuw. Ook autoruiten worden gemaakt uit vlakglas dat wordt gebogen. Het visco-elastische vlakglas wordt horizontaal verhit tot een verwekingstemparatuur van ongeveer 500 - 600°C. Bij die temperatuur verandert het glas van een bros in een taai materiaal en zakt het glas langzaam in een mal van de gewenste ronding. Dat heet sag bending. Het kan ook met een mal in de gewenste vorm worden geperst.

## Grondstoffen
- zand (kwartszand) vormt het eigenlijke glas
- soda en eventueel natrium- en kaliumsulfaten
- kalk en eventueel aluminium en magnesium als het glas weervast en niet in water oplosbaar moet zijn
- ontkleurende stoffen voor de helderheid en de blankheid